# Derostenus antiopae
Derostenus antiopae är en stekelart som först beskrevs av Alpheus Spring Packard 1881.  Derostenus antiopae ingår i släktet Derostenus och familjen finglanssteklar. Inga underarter finns listade i Catalogue of Life.